# Krystadyna

Schemat ideowy generatora

Punkty pracy krystadyny w układzie wzmacniacza/generatora i detektora

Krystadyna – pierwszy wzmacniacz półprzewodnikowy zbudowany przez Olega Łosiewa w 1922 r. (wzmocnienie i generowanie drgań zaobserwował 13 stycznia 1922).
Główną zaletą krystadyny był niski pobór prądu i dużo prostsza budowa niż lamp elektronowych, pozwalająca na wykonanie w warunkach domowych bez specjalistycznego sprzętu. Wadą krystadyny jest mała moc oraz skomplikowana regulacja.

## Zasada działania
Krystadyna wykorzystuje ujemną rezystancję dynamiczną złącza metal-cynkit (kryształ tlenku cynku) w detektorze kryształkowym działającym jak dioda tunelowa.
Z gorszymi rezultatami można stosować kryształ galeny lub pirytu.
Dioda zasilana jest z baterii przez dwa potencjometry: regulowany dzielnik napięcia i potencjometr szeregowy ustalający natężenie prądu.
Niezależnie od zasilania włącza się ją między źródło i obciążenie sygnału wzmacnianego albo między kondensator i cewkę obwodu rezonansowego. Czasem sprzęgana jest przez dodatkowe elementy, np. transformator.
Dołączenie diody do obwodu rezonansowego odtłumia go, zwiększając jego dobroć i wzmacniając sygnał.
Wzmocnienie regulujemy zmieniając punkt pracy potencjometrem albo modyfikując sprzężenie z obwodem rezonansowym.

## Zastosowanie
Zastosowanie krystadyny do odbiornika kryształkowego zmienia go w odbiornik reakcyjny o większej czułości i selektywności.
Krystadyny były także używane w generatorach, nadajnikach małej mocy i odbiornikach superheterodynowych, jednak nie zdobyły popularności.

## Współczesność
Krystadyny są budowane przez entuzjastów archaicznej techniki radiowej jako elementy doświadczalnych generatorów.
Konstrukcja została jeszcze bardziej uproszczona przez zastąpienie kryształu tlenkiem otrzymanym w płomieniu palnika na powierzchni stalowych elementów ocynkowanych.